# سان خوستو (بوينس آيرس)
سان خوستو، بوينس آيرس (بالإسبانية: San Justo, Buenos Aires)‏ هي منطقة سكنية تقع في الأرجنتين في La Matanza Partido. يقدر عدد سكانها بـ 105,274 نسمة وترتفع عن سطح البحر 26 متر.

## أعلام
- ماريو دانييلي
- كلاوديو حسين
- دانييل مانسيني
- دانيال إيبانيز
- غوستافو ميليلا